# Massacre de Weenen
O massacre de Weenen (em africâner:  Bloukransmoorde) foi o massacre de Khoikhoi, Basuto e Voortrekkers pelo Reino Zulu em 17 de fevereiro de 1838. Os massacres ocorreram em Doringkop, rio Bloukrans, Moordspruit, Rensburgspruit e outros locais ao redor da atual cidade de Weenen, na província de KwaZulu-Natal, na África do Sul.

## Massacre
Depois de matar Piet Retief e cerca de 100 pessoas de sua delegação, o rei zulu Dingane enviou seus impis para matar os Voortrekkers restantes que estavam acampados em Doringkop, Bloukrans (Blaauwekrans), Moordspruit, Rensburgspruit e outros locais ao longo do rio Bushman (Zulu: Mtshezi), na atual província de KwaZulu-Natal, África do Sul, perto da cidade de Weenen.
"Nenhuma alma foi poupada. Velhos, mulheres e bebês foram assassinados da maneira mais brutal." 

### Número de mortos

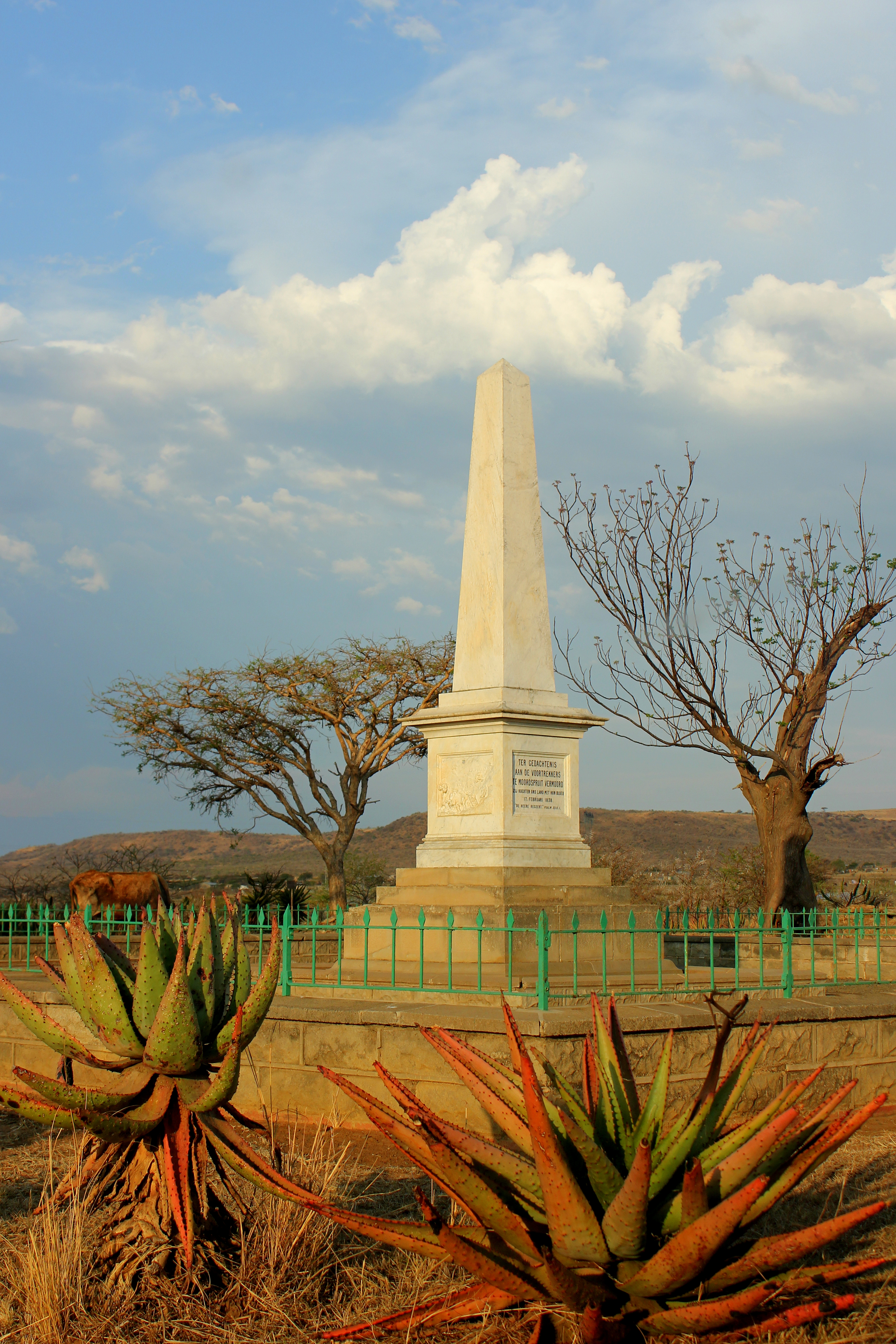
O Memorial Bloukrans comemora a morte dos bôeres durante o massacre.

Entre os Voortrekkers, 41 homens, 56 mulheres e 185 crianças foram mortos. Além disso, outros 250 ou 252 Khoikhoi e Basuto que acompanhavam os Voortrekkers foram mortos, elevando as baixas para 532-534.
Entre os assassinados está George Biggar, filho de Alexander Biggar, comerciante de Porto Natal. Biggar e seu segundo filho, Robert, posteriormente participaram e morreram em ataques de retaliação contra os zulus. A maioria das pessoas acampadas no Klein- e Groot-Moordspruit foram assassinadas. Uma mulher bôer, Johanna van der Merwe, sofreu 21 ferimentos de assegai, mas sobreviveu. Os campos de Rensburgspruit, onde Hans van Rensburg e Andries Pretorius estavam acampados, defenderam-se com sucesso.
O grupo de Hans van Rensburg foi obrigado a deixar seus vagões e recuar a pé para uma colina, Rensburgkoppie, que estava protegida por um penhasco de um lado. Aqui eles foram encurralados pelos zulus, que mantiveram à distância com munição limitada. Quando a munição estava quase esgotada, um jovem, Marthinus Oosthuizen, chegou a cavalo. Aos gritos, informaram-lhe onde localizar e resgatar munições do acampamento. Este Oosthuizen foi capaz de entregar carregando com seu cavalo através do arquivo Zulu, enquanto coberto pelos defensores da colina. Com a defesa reforçada, os zulus recuaram.
Dois meses depois, em 15 de abril de 1838, Andries Pretorius refletiu em seu diário: "Como estávamos separados uns dos outros, eles conseguiram seu ataque ao amanhecer em Blaauwekrans, matando assim 33 homens, 75 mulheres e 123 crianças".  Isso implica um total de 231 mortes nos campos de Blaauwekrans. O nome Blaauwekrans (Zulu: Msuluzi) refere-se às faces azuladas do penhasco presentes na área.

## Consequências
O massacre da Delegação Piet Retief e o massacre de Weenen foram a motivação para os Voortrekkers enfrentarem os Zulus em batalha em 16 de dezembro de 1838, quando 470 Voortrekkers lutaram contra cerca de 15 000 a 21 000 Zulus; que os Voortrekkers venceram. A batalha é conhecida como a Batalha do Rio Sangue.
A cidade de Weenen (neerlandês para "chorar" ou "chorar") foi estabelecida dois meses após o massacre.